# 橫濱本牧站

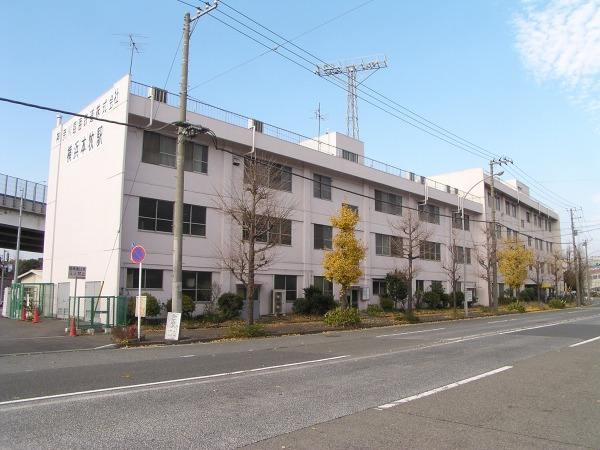
本牧綜合事務所（2006年12月）

橫濱本牧站（日语：／ Yokohamahonmoku eki */?）是位於神奈川縣橫濱市中區錦町，神奈川臨海鐵道的本牧線貨運車站。

## 車站構造
此站是地面車站，設有1面貨櫃月台，該處有2條貨物裝卸線。
站內設有車站事務所（本牧綜合事務所）。此站是有人車站。在本牧綜合事務所內設置了神奈川臨海鐵道的橫濱分社，也設有食堂、物流公司的辦公室。站內鄰接橫濱機關區。
站內的橫濱機關區旁邊設有向東南方向延伸往國際埠頭的專用線。在過去曾經設有專用的敞車、貨櫃車從埠頭該處運送工業用鹽前往上越線澀川站附近的關東電化工業澀川工場。國際埠頭專用線與本牧線同日開業，主要使用該線的托運者關東電化工業澀川工場與純鹼電解業務的水島工場一體化後，於便2005年8月結束在此處運送工業用鹽，以後國際埠頭專用線便暫停使用。另外，在國際埠頭專用線中途設有分支往日本農產工業專用線，該專用線在1991年（平成3年）5月廢止。
在2000年（平成12年）2月1日，站內開設用作貨櫃通關業務的關稅儲物場，使運輸時間和處理手續縮短和簡化。此站也可處理大量ISO規格的貨櫃。
在2010年（平成22年）3月13日時間表修正起，原本行走於仙台臨海鐵道仙台港站之間1往返班次的貨櫃專用列車改為行走盛岡貨物總站至東京貨物總站之間。而行走此站至JR線車站的定期列車中設有前往東京貨物總站的貨櫃列車，共有1往返班次。從前此站處理的大部分貨櫃尺吋都是海運貨櫃，現時大部分貨櫃都是12呎的貨櫃和化工品的貨櫃。

## 處理貨物種類
此站可處理貨櫃貨物，由於海運貨櫃運送量較大，成為了神奈川臨海鐵道收入最多的路線——本牧線的據點車站。在橫濱港本牧埠頭中，可處理12呎貨櫃、大型的20/30呎長貨櫃，以及可於海運的20/40呢長貨櫃。
大部分處理的貨物都是來自橫濱港本牧埠頭。另外，年尾會有從宇都宮貨物總站的使用NISSAN汽車貨櫃運送日產汽車出口汽車，乳膠、MDI等化學產品。也有從ENEOS根岸煉油廠出產的潤滑油，日清OilliO集團橫濱磯子工場出產的食用油。

## 使用狀況
以下為近年一年總起載和卸載貨物量。但是資料是以橫濱本牧站和本牧埠頭站合併計算。
| 年度   | 一年貨物處理量 | 一年貨物處理量 |
| 年度   | 發送（公噸）   | 到達（公噸）   |
| ------ | -------------- | -------------- |
| 1998年 | 100,299        | 111,922        |
| 1999年 | 113,327        | 128,572        |
| 2000年 | 85,209         | 111,344        |
| 2001年 | 72,657         | 133,870        |
| 2002年 | 72,087         | 132,347        |
| 2003年 | 83,674         | 142,689        |
| 2004年 | 95,725         | 164,755        |
| 2005年 | 97,863         | 182,557        |
| 2006年 | 98,702         | 170,942        |
| 2007年 | 72,946         | 162,174        |
| 2008年 | 66,610         | 144,297        |
| 2009年 | 51,164         | 101,211        |
| 2010年 | 31,649         | 65,669         |
| 2011年 | 28,588         | 32,935         |
| 2012年 | 31,991         | 52,069         |
| 2013年 | 30,576         | 50,437         |
| 2014年 | 29,287         | 49,336         |

## 車站周邊
- 橫濱港本牧埠頭
- 日產自動車本牧専用埠頭
- 三井物產線圈中心
- 三菱重工業橫濱製作所
- ENEOS根岸煉油廠

## 歷史
- 1969年（昭和44年）10月1日 - 本牧操站啟用。
- 1990年（平成2年）3月10日 - 車站改名為橫濱本牧站。

## 保存車輛
在引込線中曾經保存了日本國鐵C56型蒸汽機車（C56 139），該機車當時是非公開的情況下靜態保存。

## 相鄰車站
神奈川臨海鐵道
本牧線
根岸－橫濱本牧－本牧埠頭

## 注腳
1. ↑  横浜市統計ポータル（運輸） http://www.city.yokohama.lg.jp/ex/stat/index2.html#46 （页面存档备份，存于）
2. ↑  「ブラタモリ」 NHK綜合頻道，2010年12月2日放映